# Natação no Campeonato Europeu de Esportes Aquáticos de 2022 - 200 m borboleta feminino
A prova dos 200 metros nado borboleta feminino da natação no Campeonato Europeu de Esportes Aquáticos de 2022 ocorreu nos dias 16 e 17 de agosto no Foro Italico, em Roma na Itália. 

## Calendário
| Fase          | Data         | Hora  |
| ------------- | ------------ | ----- |
| Eliminatórias | 16 de agosto | 09:17 |
| Semifinal     | 16 de agosto | 19:26 |
| Final         | 17 de agosto | 18:16 |

Todos os horários estão no horário local (UTC+1)

## Recordes
Antes desta competição, os recordes eram os seguintes:
|                       | Nadadora        | Tempo   | Local  | Data                  |
| --------------------- | --------------- | ------- | ------ | --------------------- |
| Recorde mundial       | Liu Zige        | 2:01.81 | Jinan  | 20 de outubro de 2009 |
| Recorde europeu       | Katinka Hosszú  | 2:04.27 | Roma   | 29 de julho de 2009   |
| Recorde do campeonato | Mireia Belmonte | 2:04.79 | Berlim | 24 de agosto de 2014  |

## Medalhistas
| Ouro             | Prata                       | Bronze                |
| Lana Pudar (BIH) | Helena Rosendahl Bach (DEN) | Ilaria Cusinato (ITA) |

## Resultados

### Eliminatórias
Esses foram os resultados das eliminatórias.
| Pos. | Bateria | Raia | Nadadora              | Nacionalidade        | Tempo   | Notas  |
| ---- | ------- | ---- | --------------------- | -------------------- | ------- | ------ |
| 1    | 1       | 4    | Helena Rosendahl Bach | Dinamarca            | 2:08.66 | Q      |
| 2    | 1       | 3    | Keanna MacInnes       | Reino Unido          | 2:09.72 | Q      |
| 3    | 1       | 5    | Ilaria Cusinato       | Itália               | 2:09.75 | Q      |
| 4    | 3       | 4    | Laura Stephens        | Reino Unido          | 2:10.30 | Q      |
| 5    | 2       | 4    | Lana Pudar            | Bósnia e Herzegovina | 2:10.82 | Q      |
| 6    | 2       | 5    | Zsuzsanna Jakabos     | Hungria              | 2:11.02 | Q      |
| 7    | 2       | 6    | Antonella Crispino    | Itália               | 2:11.15 | Q      |
| 8    | 2       | 3    | Ana Monteiro          | Portugal             | 2:11.40 | Q      |
| 9    | 3       | 6    | Holly Hibbott         | Reino Unido          | 2:11.41 |        |
| 10   | 1       | 2    | Laura Lahtinen        | Finlândia            | 2:12.44 | Q      |
| 11   | 3       | 5    | Katinka Hosszú        | Hungria              | 2:13.59 | Q      |
| 12   | 2       | 7    | Júlia Pujadas         | Espanha              | 2:13.73 | Q      |
| 13   | 2       | 1    | Anastasia Tichy       | Áustria              | 2:14.00 | Q      |
| 14   | 3       | 8    | Amina Kajtaz          | Croácia              | 2:14.10 | Q,     |
| 15   | 3       | 7    | Mireia Belmonte       | Espanha              | 2:16.75 | Q      |
| 16   | 1       | 7    | Fanny Borer           | Suíça                | 2:16.91 | Q      |
| 17   | 2       | 2    | Aleksandra Knop       | Polónia              | 2:17.74 | Q, RET |
| 18   | 1       | 1    | Annina Grabher        | Suíça                | 2:18.91 | Q      |
| 19   | 3       | 1    | Tamara Schaad         | Suíça                | 2:19.00 |        |
| 20   | 1       | 6    | Réka Nyirádi          | Hungria              | DNS     | DNS    |
| 20   | 3       | 2    | Lea Polonsky          | Israel               | DNS     | DNS    |
| 20   | 3       | 3    | Dalma Sebestyén       | Hungria              | DNS     | DNS    |

### Semifinal
Esses foram os resultados das semifinais. 
| Pos. | Bateria | Raia | Nadadora              | Nacionalidade        | Tempo   | Notas |
| ---- | ------- | ---- | --------------------- | -------------------- | ------- | ----- |
| 1    | 2       | 4    | Helena Rosendahl Bach | Dinamarca            | 2:08.48 | Q     |
| 2    | 1       | 4    | Keanna MacInnes       | Reino Unido          | 2:08.90 | Q     |
| 3    | 1       | 5    | Laura Stephens        | Reino Unido          | 2:09.25 | Q     |
| 4    | 2       | 5    | Ilaria Cusinato       | Itália               | 2:09.30 | Q     |
| 5    | 2       | 3    | Lana Pudar            | Bósnia e Herzegovina | 2:10.11 | q     |
| 6    | 1       | 3    | Zsuzsanna Jakabos     | Hungria              | 2:10.77 | q     |
| 7    | 2       | 6    | Antonella Crispino    | Itália               | 2:10.82 | q     |
| 8    | 1       | 6    | Ana Monteiro          | Portugal             | 2:10.85 | q     |
| 9    | 2       | 2    | Laura Lahtinen        | Finlândia            | 2:11.41 |       |
| 10   | 2       | 7    | Júlia Pujadas         | Espanha              | 2:12.49 |       |
| 11   | 1       | 1    | Mireia Belmonte       | Espanha              | 2:14.01 |       |
| 12   | 2       | 1    | Amina Kajtaz          | Croácia              | 2:14.40 |       |
| 13   | 1       | 2    | Katinka Hosszú        | Hungria              | 2:14.54 |       |
| 14   | 1       | 7    | Anastasia Tichy       | Áustria              | 2:14.59 |       |
| 15   | 2       | 8    | Fanny Borer           | Suíça                | 2:14.90 |       |
| 16   | 1       | 8    | Annina Grabher        | Suíça                | 2:16.92 |       |

### Final
Esse foi o resultado da final. 
| Pos.              | Raia | Nadadora              | Nacionalidade        | Tempo   | Notas            |
| ----------------- | ---- | --------------------- | -------------------- | ------- | ---------------- |
| Medalha de ouro   | 2    | Lana Pudar            | Bósnia e Herzegovina | 2:06.81 | Recorde nacional |
| Medalha de prata  | 4    | Helena Rosendahl Bach | Dinamarca            | 2:07.30 | Recorde nacional |
| Medalha de bronze | 6    | Ilaria Cusinato       | Itália               | 2:07.77 |                  |
| 4                 | 3    | Laura Stephens        | Reino Unido          | 2:08.47 |                  |
| 5                 | 7    | Zsuzsanna Jakabos     | Hungria              | 2:09.03 |                  |
| 6                 | 5    | Keanna MacInnes       | Reino Unido          | 2:09.59 |                  |
| 7                 | 8    | Ana Monteiro          | Portugal             | 2:10.79 |                  |
| 8                 | 1    | Antonella Crispino    | Itália               | 2:10.97 |                  |

Legenda
| Recorde mundial       | Recorde mundial (World record)               |                       | Recorde africano                      | Recorde africano (African) |                                           | Q | Classificado por posição (Qualified) |
| Recorde do campeonato | Recorde do campeonato (Championship record)  | Recorde da América    | Recorde da América (Americas)         | q                          | Classificado por melhor tempo (Qualified) |   |                                      |
| Melhor marca do ano   | Melhor marca do ano (World leading)          | Recorde asiático      | Recorde asiático (Asian)              | DNS                        | Não largou (Did not start)                |   |                                      |
| Recorde nacional      | Recorde nacional (National record)           | Recorde europeu       | Recorde europeu (European)            | DNF                        | Não terminou (Did not finish)             |   |                                      |
| Recorde pessoal       | Recorde pessoal do atleta (Personal best)    | Recorde da Oceania    | Recorde da Oceania (Oceania)          | DSQ / DQ                   | Desclassificado (Disqualified)            |   |                                      |
| Recorde da temporada  | Recorde da temporada do atleta (Season best) | Recorde sul-americano | Recorde sul-americano (South America) | NM                         | Sem marca (No mark)                       |   |                                      |